# Brierley Hill
Pour les articles homonymes, voir Brierley.
Brierley Hill est une ville des Midlands de l'Ouest, en Angleterre.